# Serra de Senadelles
La Serra de Senadelles és una serra situada al municipi de Nalec a la comarca de l'Urgell, amb una elevació màxima de 671,3 metres.
L'etapa 4 del GR-175 creua la serra.